# Holger Lykkeberg
Holger Johan Lykkeberg (12. december 1880 i Skanderborg – 13. januar 1954) var en dansk grosserer for Københavns Fiskefars-Fabrik, atlet og medlem af Freja Københavns og fra 1900 Københavns IF, hvor han var formand 1908-1909. Han vandt Fortunløbet 1899 og vandt bronze ved de danske mesterskaber 1900 på 1 mile.
Holger Lykkebergs bror Peder Lykkeberg (1878-1944) vandt bronze i undervandssvømning ved Sommer-OL 1900 i Paris og startede 1899 Lykkebergs Fiskekonservesfabrik i Hørve.